# Западнофризијски језик
Западнофризијски језик (Шаблон:Јез-зфриз) један је од језика западне групе германских језика и службени је језик у холандској провинцији Фризији, као и у малом делу Гронингена.